# Marxists Internet Archive
O Marxists Internet Archive (MIA, também conhecido como marxists.org, em português: Arquivo Marxista na Internet) é um site sem fins lucrativos que hospeda uma biblioteca multilíngue (criada em 1990) das obras de escritores marxistas, comunistas, socialistas e anarquistas, como Karl Marx, Friedrich Engels, Vladimir Lenin, Leon Trótski, Rosa Luxemburgo, Che Guevara, Mikhail Bakunin e Pierre-Joseph Proudhon, assim como de escritores de ideologias afins, e mesmo não relacionadas (por exemplo, Sun Tzu e Adam Smith). A coleção é mantida por voluntários, e é baseada em uma coleção de documentos que foram distribuídos por e-mail e grupos de notícias, posteriormente reunidos em um único site gopher em 1993. Contém cerca de 180 mil documentos de mais de 850 autores em 80 idiomas.

## História

### Origens
O arquivo foi criado em 1990 por uma pessoa — conhecida apenas por sua tag de Internet, Zodiac — que começou a arquivar textos marxistas transcrevendo as obras de Marx e Engels em e-texto, começando com o Manifesto Comunista. Em 1993 o texto acumulado foi postado em um site gopher no csf.colorado.edu. Os voluntários se juntaram e ajudaram a divulgar e espelhar o arquivo principal. Entretanto, o site principal e seus espelhos foram hospedados em servidores acadêmicos e no final de 1995 quase todos haviam sido fechados.
Em 1996, o site, Marx.org, passou a ser hospedado por um ISP comercial, devido ao aumento de atividade pelos voluntários. Mas, nos anos seguintes, começaram a surgir tensões entre os voluntários e Zodiac, que controlava o servidor e o nome do domínio. Por causa da ampliação do escopo do arquivo, Zodiac temia que as vertentes diversas do marxismo levariam a um "terreno escorregadio" em direção ao sectarismo. Já os voluntários que transcreviam os textos ressentiam ter pouca influência sobre a organização e as tomadas de decisão do arquivo. No começo de 1998, Zodiac decidiu que o Marx.org retornaria às suas origens, e todos os escritores que não fossem Marx e Engels seriam removidos.
Em julho de 1998, os voluntários criaram o modelo atual do site (marxists.org) ao transferir os arquivos do domínio antigo. Isso fez com que houvesse um aumento da atividade e do escopo do projeto. O Marx.org foi fechado pelo Zodiac em 1999, e em 2002 ele cedeu o domínio, que foi comprado pelo MIA. O MIA pode ser acessado por outros dois domínios, o lenin.org e trotsky.org.
O site e o grupo de voluntários mudaram drasticamente desde o início do projeto. Em 2014, havia 62 voluntários vindos de 33 países diferentes, com o projeto abrangendo mais de 50 mil itens em 54 línguas, sobre mais de 600 autores. Hoje, o projeto é reconhecido por ser um repositório de pensadores marxistas e não-marxistas. O site está listado no catálogo da OCLC WorldCat e foi selecionado para arquivamento por instituições como a Biblioteca Britânica, na University College Cork e na Biblioteca do Congresso dos Estados Unidos.

### Ataques de 2007
Como em muitos sites de internet politicamente orientados, a MIA tem tido problemas com ataques maliciosos de fontes online. A partir de novembro de 2006, a MIA enfrentou uma série de sérios ataques de negação de serviço, tentando explorar uma má configuração no sistema operacional do seu servidor. Em janeiro de 2007, os ataques tinham aleijado grande parte do arquivo e deixado voluntários com problemas de CPU. O fato de a maioria dos sistemas envolvidos no ataque estarem na China ou pertencentes a instituições chinesas levou à especulação de que os ataques poderiam ter sido politicamente motivados e dirigidos pela República Popular da China. A gravidade do ataque, com outros problemas de hospedagem, levou ao fechamento do servidor principal do Marxists Internet Archive e de vários de seus espelhos durante várias semanas em fevereiro e março de 2007. O problema foi resolvido.[carece de fontes?]

### Problemas de direitos autorais com a Coleção Marx/Engels
No final de abril de 2014, a pequena publicadora inglesa Lawrence & Wishart decidiu revogar a permissão para publicar a Coleção Marx/Engels em inglês, que havia trechos transcritos no MIA. A L&W pediu por e-mail que a MIA deletasse o material contestado até o fim de abril, senão sofreriam litigação. A MIA escolheu deletar o material, e foi feita uma petição contra a decisão da L&W que juntou mais de 4,5 mil assinaturas até o fim daquele mês. O autor da petição, Ammar Aziz, disse: "Vocês não podem privatizar seus escritos—eles são a propriedade coletiva das pessoas para quem eles estavam escrevendo. Privatizar os escritos de Marx e Engels é como criar uma marca registrada das palavras 'socialismo' ou 'comunismo'."
O representande da MIA, Andy Blunden, não contestou a detenção de direitos autorais pela L&W. Ele disse que "os professores e historiadores serão capazes de escrever artigos sobre o que Marx disse, mas a população em geral estará presa em 1975", o ano em que a publicação da Coleção começou.

Em resposta ao criticismo, a L&W publicaram nota afirmando que estavam sendo alvos de "uma campanha de abuso online".